# (249540) Eugeniescott
(249540) Eugeniescott est un astéroïde de la ceinture principale.

## Description
(249540) Eugeniescott est un astéroïde de la ceinture principale. Il fut découvert le 18 avril 2010 aux États-Unis par le programme WISE. Il présente une orbite caractérisée par un demi-grand axe de 3,05 UA, une excentricité de 0,09 et une inclinaison de 19,9° par rapport à l'écliptique.

## Compléments